# جورج أ. إم. كروس
جورج أ. إم. كروس (بالإنجليزية: George A.M. Cross)‏ هو باحث أمريكي، ولد في 27 سبتمبر 1942 في تشيشير في المملكة المتحدة.